# FK Jelgava
Az FK Jelgava, teljes nevén Futbola Klubs Jelgava egy lett labdarúgócsapat. A klubot 1977-ben alapították, 2004 óta szerepel ezzel a névvel.

## Története
A klub első komolyabb sikereit még a szovjet időkben érte el, amikor kétszer is megnyerte a lett bajnokságot. Ez akkor a szovjet bajnokság egy alacsonyabb osztálya volt. Ebben az időben a kupát is megnyerte egyszer.
A független Lettország bajnokságában eddig nem termett neki sok babér, legnagyobb sikere három kupagyőzelem, legutóbb, 2010-ben másodosztályú csapatként.

## A klub eddigi nevei
- 1977–1979: Metālists Jelgava
- 1980–1987: Automobilists Jelgava
- 1988–1995: RAF Jelgava
- 1996: RAF Rīga
- 1997: Universitāte Rīga
- 2001–2003: RAF Jelgava
- 2004 óta : FK Jelgava

## Jelenlegi keret
2019. március 15-i állapotnak megfelelően.
| #  |     | Poszt | Név                  |
| -- | --- | ----- | -------------------- |
| 1  | LAT | K     | Germans Māliņš       |
| 3  | LAT | V     | Renārs Rode          |
| 4  | CRO | KP    | Jakov Biljan         |
| 5  | LAT | V     | Ivo Minkevičs        |
| 6  | CUR | KP    | Yaël Eisden          |
| 7  | LAT | V     | Valērijs Redjko      |
| 8  | LAT | KP    | Aleksandrs Cauņa     |
| 9  | LAT | KP    | Aivars Emsis         |
| 10 | GEO | KP    | Guram Lukava         |
| 11 | LAT | CS    | Marks Kurtišs        |
| 12 | LAT | V     | Artjoms Osipovs      |
| 14 | GEO | KP    | Irakli Bidzinashvili |
| 15 | LAT | KP    | Dāvis Indrāns        |
| 17 | LAT | CS    | Ņikita Ivanovs       |

| #  |     | Poszt | Név                                   |
| -- | --- | ----- | ------------------------------------- |
| 19 | LAT | KP    | Andris Krušatins                      |
| 20 | LAT | V     | Daniils Hvoiņickis                    |
| 21 | LAT | KP    | Eduards Emsis                         |
| 22 | CPV | V     | Jeremy Fernandes                      |
| 23 | RUS | V     | Naim Sharifi                          |
| 24 | NED | CS    | Janyro Purperhart                     |
| 27 | MNE | V     | Momčilo Rašo                          |
| 28 | LAT | KP    | Artis Lazdiņš                         |
| 29 | CYP | KP    | Stylianos Panteli (<--- AEL Limassol) |
| 30 | LAT | K     | Vladislavs Kurakins                   |
| 77 | LAT | V     | Viktors Litvinskis                    |
| 88 | LAT | KP    | Artjoms Vorobjovs                     |
| 99 | LAT | KP    | Vsevolods Čamkins                     |

## Sikerek
- Bajnok: 2

1988, 1989
- Kupagyőztes: 4

1988, 1993, 1996, 2010

## Összes nemzetközi kupamérkőzés
RAF Jelgava
| Szezon  | Sorozat   | Kör | Ország | Klub               | Eredmény | UKP |
| ------- | --------- | --- | ------ | ------------------ | -------- | --- |
| 1993/94 | KEK       | Q   | FRO    | HB Tórshavn        | 1-0, 0-3 | 2.0 |
| 1995/96 | UEFA-kupa | Q   | WAL    | Afan Lido FC       | 2-1, 0-0 | 3.0 |
|         |           | 1R  | MDA    | FC Zimbru Chișinău | 0-1, 1-2 | 3.0 |

FK Universitate
| Szezon  | Sorozat        | Kör        | Ország | Klub             | Eredmény            | UKP |
| ------- | -------------- | ---------- | ------ | ---------------- | ------------------- | --- |
| 1996/97 | KEK            | Q          | LIE    | FC Vaduz         | 1-1, 1-1 (2-4 tiz.) | 2.0 |
| 1997    | Intertotó-kupa | Csoportkör | TUR    | Istanbulspor     | 1-5                 | 0.0 |
|         |                | Csoportkör | HUN    | Vasas            | 0-3                 | 0.0 |
|         |                | Csoportkör | GER    | SV Werder Bremen | 0-3                 | 0.0 |
|         |                | Csoportkör | SWE    | Östers IF        | 1-2                 | 0.0 |

FK Jelgava
| Szezon  | Sorozat     | Kör | Ország | Klub     | Eredmény | UKP |
| ------- | ----------- | --- | ------ | -------- | -------- | --- |
| 2010/11 | Európa-liga | 2Q  | NOR    | Molde FK |          |     |

## Fordítás
- Ez a szócikk részben vagy egészben  a   FK Jelgava című angol Wikipédia-szócikk fordításán alapul.  Az eredeti cikk szerkesztőit annak laptörténete sorolja fel. Ez a jelzés csupán a megfogalmazás eredetét és a szerzői jogokat jelzi, nem szolgál a cikkben szereplő információk forrásmegjelöléseként.
- Ez a szócikk részben vagy egészben  a   FK Jelgava című holland Wikipédia-szócikk fordításán alapul.  Az eredeti cikk szerkesztőit annak laptörténete sorolja fel. Ez a jelzés csupán a megfogalmazás eredetét és a szerzői jogokat jelzi, nem szolgál a cikkben szereplő információk forrásmegjelöléseként.